# Odisea en el espacio: viaje hacia los planetas
 Odisea en el Espacio: Viaje hacia los planetas (Space Odyssey: Voyage to the planets) es un docudrama del año 2004 sobre un viaje tripulado por los planetas del Sistema Solar producido por la BBC. La historia se desarrolla en un momento no especificado en el futuro.

## Sinopsis
Cinco astronautas de distintos países son elegidos para viajar en el Pegasus, una nave espacial de propulsión termonuclear construida por varios países. Su misión es una colaboración entre la NASA, la ESA, la CSA y la Roscosmos,  para llevar una misión tripulada a Venus, Marte, Júpiter, Saturno, Plutón y un Cometa en un viaje de aproximadamente 6 años por todo el Sistema Solar.

## Reparto

### En "Pegasus"
- Tom Kirbee (Martín McDougall) Comandante de la misión. Piloto. Navegante. Ingeniero de propulsión (Estados Unidos)   NASA
- Yvan Grigorev (Rad Lazard) Oficial Ejecutivo. Ingeniero electrónico y de sistemas, químico y meteorólogo (Rusia)     . RFK
- Zoe Lessard (Joanne McQuin) Especialista de misión. Geóloga, geoquímica, meteoróloga e hidróloga. (Canadá)  . ASC-CSA
- John Pearson (Mark Dexter) Especialista de misión. Médico y exobiólogo. (Reino Unido)  . ESA
- Nina Sulman (Michelle Joseph) Especialista de misión. Exobióloga, bioquímica y experta en medicina de emergencia. (Estados Unidos)  . NASA

### En Tierra
- Alex Lloyd (Mark Tandy) Oficial Científico. De Reino Unido
- Claire Granier (Hélène Mahieu) Médico. De Francia
- Fred Duncan (Colín Stinton) Director de Vuelo. Canadá
- Larry Conrad (John Schwab) Oficial de comunicaciones (CAPCOM)
- Isabel Liu (Lourdes Faberes) Oficial de Dinámica de Vuelo (FIDO)